# Monster Hunter Now
Monster Hunter Now es un videojuego para móviles de realidad aumentada basado en la ubicación de 2023 de la serie Monster Hunter, desarrollado por Niantic y Capcom y publicado por el primero. Se lanzó en todo el mundo el 14 de septiembre de 2023 y acumuló 5 millones de instalaciones en su primera semana de lanzamiento global.

## Modo de juego
Monster Hunter Now utiliza la ubicación real del jugador para colocar un avatar en el mapa del juego, que se divide en diferentes tipos de terreno. Los jugadores pueden interactuar con monstruos pequeños y grandes en el mapa tocándolos, lo que desencadena el combate. El combate con monstruos grandes está limitado a 75 segundos (a diferencia de los juegos principales de Monster Hunter, donde las peleas pueden durar más de 15 minutos), mientras que los monstruos más pequeños generalmente requieren solo unos segundos para derrotarlos. Los nodos de recursos también están presentes en el mapa, lo que permite a los jugadores recolectar recursos del juego para crear armaduras o armas. Los artículos que se pueden comprar permiten al jugador aumentar temporalmente su rango de interacción con el entorno virtual. El juego contiene funciones pasivas, que proporcionan al jugador algunos recursos y monstruos grandes marcados para combates posteriores cuando el juego no está activo.
En su lanzamiento, el juego presentaba tres tipos diferentes de terreno (bosque, pantano y desierto), junto con seis tipos de armas y 13 monstruos grandes de la serie Monster Hunter. El mapa del terreno se actualiza cada 24 horas y los monstruos disponibles varían según el terreno. Hay un sistema de salud presente para los jugadores, cuya salud se regenera con el tiempo o se repone mediante elementos que se pueden obtener diariamente sin costo o comprarse en la tienda del juego. También cuenta con un modo de cámara de realidad aumentada.

## Desarrollo
El desarrollo de Monster Hunter Now comenzó en 2019, tras la apertura de la oficina de Niantic en Tokio. Niantic se acercó a Capcom para utilizar la propiedad intelectual de Monster Hunter en sus juegos y recibió la aprobación «inmediata» del productor ejecutivo de la serie, Ryozo Tsujimoto. Capcom había estado buscando oportunidades para expandir la propiedad intelectual a juegos móviles cuando Niantic se acercó a ellos. Según John Hanke, director ejecutivo de Niantic, las mejoras en las redes móviles desde el desarrollo de juegos anteriores de Niantic, como Pokémon GO, permitieron al equipo de desarrollo crear batallas multijugador de ritmo más rápido.
Monster Hunter Now se anunció públicamente el 18 de abril de 2023, con una prueba beta cerrada siendo lanzada la semana siguiente.

## Recepción
Según Niantic, 3 millones de usuarios se habían preinscrito en el juego hasta el 11 de septiembre de 2023. Una semana después de su lanzamiento, el juego se había instalado 5 millones de veces. Si bien tuvo un mejor desempeño que otros títulos de Niantic como Pikmin Bloom (2 millones de descargas en sus primeras dos semanas), todavía estaba detrás de Pokémon Go, que había sido descargado 75 millones de veces en sus primeras dos semanas. Desde el punto de vista financiero, tanto el anuncio como el lanzamiento de Monster Hunter Now provocaron aumentos repentinos en los precios de las acciones de Capcom. Pocket Gamer informó que el juego generó 14 millones de dólares en ingresos durante su primera semana de lanzamiento.
Al escribir para The Verge, Andrew Webster elogió las características de calidad de vida del juego y el combate desafiante y de ritmo rápido, pero criticó su falta de profundidad y variedad.